# Englische Badmintonmeisterschaft 1977
Die Englische Badmintonmeisterschaft 1977 fand bereits vom 10. bis zum 12. Dezember 1976 im Luton Regional S.C. in Stopsley statt. Es war die 14. Austragung der nationalen Titelkämpfe von England im Badminton.	

## Titelträger
| Disziplin    | Gold                        | Silber                         |
| ------------ | --------------------------- | ------------------------------ |
| Herreneinzel | Ray Stevens                 | Kevin Jolly                    |
| Dameneinzel  | Margaret Lockwood           | Gillian Gilks                  |
| Herrendoppel | Ray Stevens Mike Tredgett   | Duncan Bridge Tim Stokes       |
| Damendoppel  | Barbara Giles Gillian Gilks | Nora Gardner Margaret Lockwood |
| Mixed        | Mike Tredgett Nora Gardner  | Eddy Sutton Gillian Gilks      |

## Finalresultate
| Disziplin    | Sieger                      | Finalist                       | Ergebnis          |
| ------------ | --------------------------- | ------------------------------ | ----------------- |
| Herreneinzel | Ray Stevens                 | Kevin Jolly                    | 15-6, 15-10       |
| Dameneinzel  | Margaret Lockwood           | Gillian Gilks                  | 11-4, 12-9        |
| Herrendoppel | Ray Stevens Mike Tredgett   | Duncan Bridge Tim Stokes       | 15-7, 18-13       |
| Damendoppel  | Barbara Giles Gillian Gilks | Margaret Lockwood Nora Gardner | 7-15, 18–13, 15-7 |
| Mixed        | Mike Tredgett Nora Gardner  | Eddy Sutton Gillian Gilks      | 15–12, 3-15, 15-3 |